# Emilio Varela Isabel
Emilio Varela Isabel (né le 6 novembre 1887 à Alicante en Espagne et mort le 6 janvier 1951 dans la même ville) est un peintre espagnol. 